# Grydebjärs gravfält
Grydebjärs gravfält är ett gravfält från yngre järnåldern med minst sex skeppssättningar. Gravfältet ligger vid Röke å och öster om byn Hörja i Hörja socken i Hässleholms kommun.
Utöver de sex skeppssättningarna finns det även en rektangulär stensättning och 150 resta stenar.
På åkern i väster stod det fram till 1900-talet även stenar här,men flyttades eftersom man ville nyttja marken.
I gravfältet norra del finner man de största hålvägarna i Skåne.